# The Local

The Local est un site d'actualité en ligne qui publie, en anglais, des nouvelles en provenance de Suède, d'Allemagne, de France, d'Autriche, de Finlande, du Danemark, d'Italie, d'Espagne et de Suisse. Toutes les éditions ont le même aspect graphique, mais sont produites par des rédactions séparées.

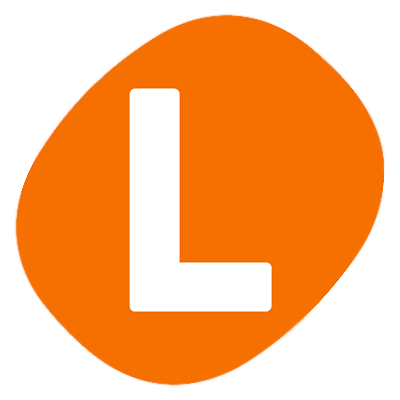
Logo de The Local.

Paul Rapacioli, ancien directeur de reed.co.uk (en), et James Savage, ancien journaliste de radio et consultant en relations publiques, ont fondé l'entreprise. Les fondateurs, ainsi que le sixième Fonds AP (sv) et IQube (sv), sont des actionnaires importants. David Landes produit le site suédois et Marc Young le site allemand.